# Кошенсай (село)
Кошенсай (каз. Көшенсай) — село в Хромтауском районе Актюбинской области Казахстана. Входит в состав Коктауского сельского округа. Код КАТО — 156040300.

## Население
В 1999 году население села составляло 141 человек (72 мужчины и 69 женщин). По данным 2009 года, в селе не было постоянного населения.